# Carlton (Alabama)
Carlton è un'area non incorporata degli Stati Uniti d'America situata nella contea di Clarke dello stato dell'Alabama. In passato chiamata Hal's Lake.